# Paulina Odenius
Paulina Odenius, född Brink 19 januari 1846 i Lund, död 14 maj 1921 i Lund, var en svensk bildkonstnär. Hon studerade för porträtt- och landskapsmålare Fredrik Krebs. Hon målade stämningslandskap med kuperad terräng, ofta med motiv från Kullaberg. Odenius har bland annat deltagit i utställningen Svensk konst i Hälsingborg 1903 och Skånes konstförenings utställningar 1914 och 1916–1920. Hon finns representerad vid Kulturhistoriska museet i Lund,
Hon gifte sig 1867 med  professor Maximilian Victor Odenius.